# PYROMANIA
『PYROMANIA』（パイロマニア）は、Jの1枚目のオリジナル・アルバム。ユニバーサルビクターから1997年7月24日に発売された。規格品番：MVCH-29004。

## 内容
アルバム・タイトルの意味は「放火癖・放火狂」である。そのタイトルとディスクジャケットに因み、初回生産盤にはマッチ棒と特典8cmCD「BURN OUT -ANOTHER COOL VERSION」が同梱された。

## 収録曲
作詞・作曲・編曲：J
1. ＃1(I LOVE THAT!!)
2. PYROMANIA
3. BURN OUT
  - 先行シングル。
4. A FIT
5. LOOP ON BLUE
6. ONE FOR ALL
7. LIE-LIE-LIE
8. ACROSS THE NIGHT
9. BUT YOU SAID I’M USELESS
10. BACK LINE BEAST
  - 真矢が参加している。ドラムとベースのリズム隊のみの楽曲。
11. CHAMPAGNE GOLD SUPER MARKET
12. WHAT’S THAT MEAN?
13. SONG OF ETERNITY
14. R.I.P

## 参加ミュージシャン
- J
  - ボーカル・ギター・ベース・ギター・ソロ（#1,2,3,4,5）
  - アコースティック・ギター(#5,13)・ピアノ（#14）
- TAKASHI "Mr.CBGB" FUJITA：ギター
- Scott Garrett：ドラム（Except #10）
- 真矢：ドラム（#10）
- Billy Duffy（ザ・カルト）：ギターソロ（#2）
- SLASH：ギターソロ（#9）